# Transvet

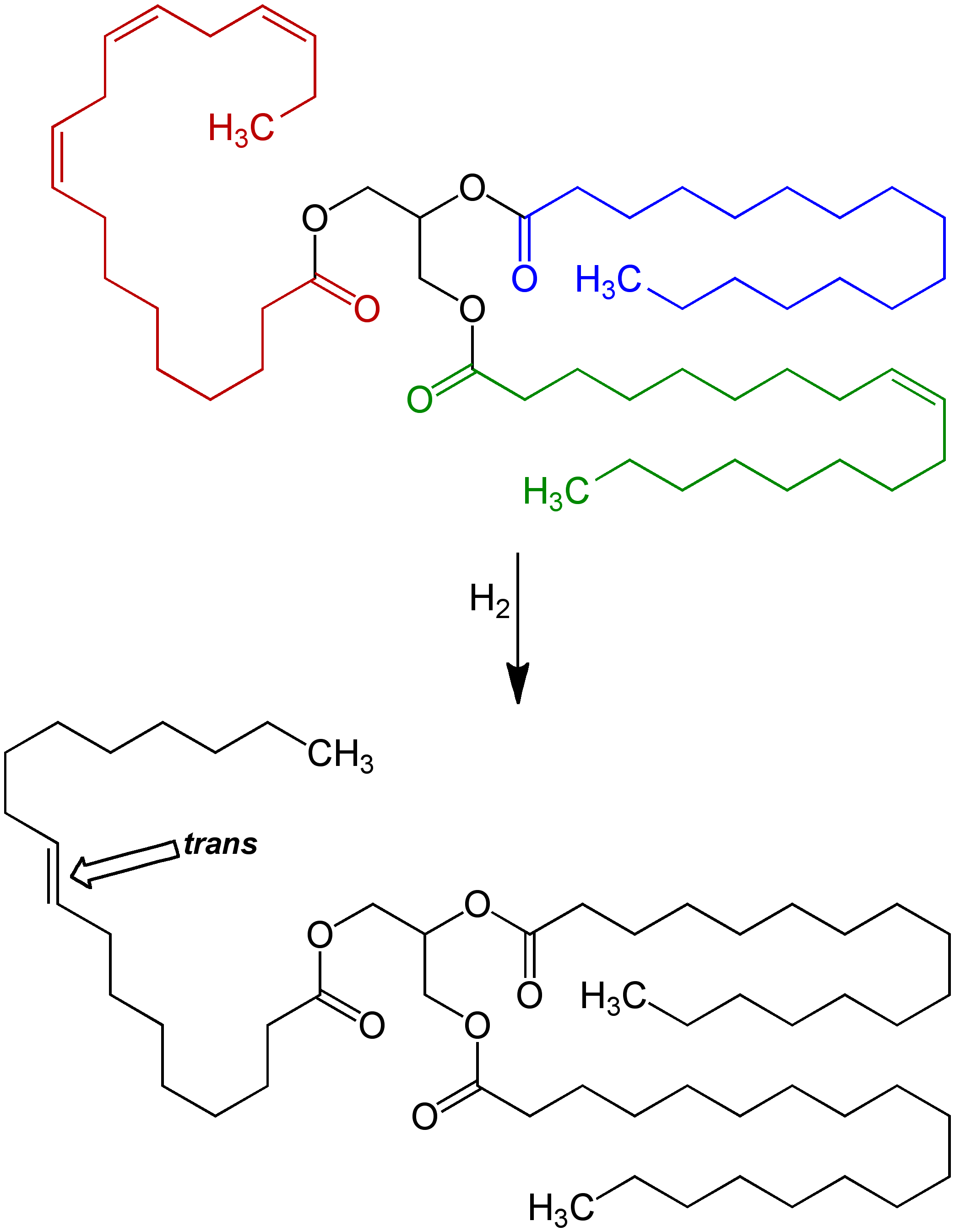
Voorstelling van de partiële katalytische hydrogenering van een vet met behulp van waterstofgas. Het triglyceride bovenaan bezit twee onverzadigde vetzuurketens (aangeduid in groen en rood), waarbij de dubbele bindingen zich in cis-configuratie bevinden. In het zwart is het veresterde glycerol herkenbaar. De partiële hydrogenering leidt ertoe dat een van de dubbele bindingen in de rode vetzuurketen de trans-configuratie verkrijgt. Dit proces wordt isomerisatie genoemd en is in dit geval onwenselijk, omdat transvetten schadelijk kunnen zijn voor de gezondheid. Hydrogeneringen worden op industriële schaal uitgevoerd bij het harden van plantaardige oliën.

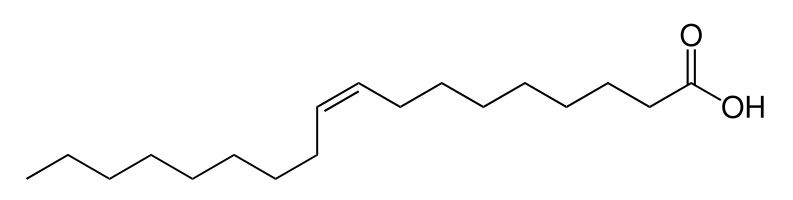
Vetzuur met cis-verbinding: c9-C18:1 of oliezuur.

Vetzuur met trans-verbinding: t9-C18:1 of elaïdinezuur.

Transvetten zijn vetten waarin minimaal een van de vetzuren die met het glycerol zijn veresterd één of meer dubbele bindingen zich in de trans-configuratie bevinden. Meestal bevinden die verbindingen in enkelvoudig of meervoudig onverzadigde vetzuren zich altijd in de cis-configuratie. Bij een cis-verbinding staan de waterstofatomen ruimtelijk gezien aan dezelfde zijde van de dubbele binding. Bij de trans-verbinding in transvetzuren staan de waterstofatomen aan weerszijden van de dubbele binding. Een cis-verbinding in de vetzuurketen heeft tot gevolg dat deze van nature is gekromd: de cis-configuratie leidt namelijk tot de vorming van een knik in de lineaire keten. Wanneer de cis-verbinding wordt omgezet in een trans-verbinding verdwijnt de knik en wordt de vetzuurketen recht. Bij meerdere cis-verbindingen in één keten (zoals bij meervoudig onverzadigde vetzuren het geval is) is het vetzuurmolecuul sterk gekromd. Vetzuren met dezelfde chemische formule kunnen door de cis- of transconfiguratie van de dubbele bindingen heel andere fysische eigenschappen bezitten. Zo verschillen de smelt- en kookpunten van de cis- en de trans-vorm aanzienlijk: door de rechte vorm van de vetzuurketens zijn vetzuren in de transconfiguratie harder dan vetzuren in de cisconfiguratie.

## Schadelijkheid
Na water vormen de lipiden het belangrijkste bestanddeel van het menselijk lichaam. Lipiden zijn stoffen die niet in alle verhoudingen mengen met water. Lipiden zijn wel goed oplosbaar in onder andere aceton of alcohol. De opname van transvet via ons voedsel veroorzaakt een niet-natuurlijke wijziging in de samenstelling van de lipiden.
In hun natuurlijke gekromde cis-vorm zijn de meervoudig onverzadigde vetzuren uit plantaardige oliën de voorlopers van prostaglandinen, lokaal werkende signaalstoffen die een belangrijke rol spelen bij ontstekingsprocessen en in het immuunsysteem. In de rechte trans-vorm kunnen de vetzuren onmogelijk nog in arachidonzuur en prostaglandines worden omgezet. De enzymen delta-6 desaturase en delta-5 desaturase, die de vetzuren zouden moeten omzetten, kunnen niet met de rechte trans-vetzuren overweg. Dit is iets waar de onderzoeksgroep van de wetenschapper Mahfouz M. et al. al in 1981 voor het eerst op wees.
De rechte keten van een trans-vetzuur is verwant met de rechte keten van verzadigd vet, maar trans-vet gedraagt zich in het lichaam weer anders dan een verzadigd vet. Het precieze werkingsmechanisme van transvetzuren in het lichaam is nog onbekend.  Als het wordt ingebouwd in het celmembraan wordt het celmembraan er minder vloeibaar door. Vloeibaarheid van het celmembraan is een belangrijke eigenschap voor het functioneren van cellen. Starheid van het celmembraan verslechtert onder andere het functioneren van receptoren en andere boodschappersystemen van de cel.
In 1990 werd sterk bewijs gevonden dat trans-vetzuren het cholesterolgehalte in het bloed verhogen en werd ook duidelijk dat ze de kans op hart- en vaatziekten vergroten. Sindsdien hebben de overheid en de industrie maatregelen genomen om de blootstelling aan trans-vetzuren te beperken. In Nederland is de inname van transvetzuren al gedaald tot onder het aanvaardbare niveau van 1 procent van de calorie-inname. Trans-vetzuren geven een verslechtering van de LDL/HDL-verhouding en van de
cholesterol-HDL-cholesterolverhouding. De effecten van transvetzuren op triglyceriden, ApoA-I en ApoB zijn niet eenduidig.
REACH is een richtlijn van de EU bedoeld voor het beheersen van risico's van stoffen. De voedingsmiddelenindustrie heeft van de EU een vrijstelling gekregen voor de registratie van risico's van transvet. In Nederland mogen transvetzuren niet op het etiket vermeld worden.

## Ontstaan
Trans-vetzuren ontstaan onder andere bij het harden van plantaardige oliën. Het probleem doet zich voor bij een partiële hydrogenering over een nikkelkatalysator omdat de eerste deelreactie reversibel is; bij omkering kan een trans- of een cis-vetzuur ontstaan met een thermodynamische voorkeur voor de trans-configuratie. In de jaren '70 van de 20e eeuw werden oliën op grote schaal gehard om gebruikt te kunnen worden als margarine. (Gedeeltelijk) gehard vet had goede functionele eigenschappen en kon voor diverse toepassingen gebruikt worden. Door de partiële harding kan het aandeel transvet zeer hoog zijn. Later werd pas de schadelijkheid hiervan bekend en toen heeft de industrie ook direct actie ondernomen. Overigens ontstaan er bij volledige hydrogenering vrijwel geen transvetzuren.
Transvet wordt ook aangetroffen in vet van dierlijke oorsprong. In de pens van runderen vindt eveneens een hydrogeneringsproces plaats. Het is waarschijnlijk dat dierlijke transvetzuren even ongezond zijn als industriële transvetzuren. Dit is echter moeilijker aan te tonen omdat hun aandeel in de voeding nooit groot geweest is zoals bij industriële transvetzuren. Dierlijke en industriële transvetzuren bevatten dezelfde vetzuren, alleen in verschillende verhoudingen.

## Voorkomen
Tegenwoordig zijn producten in Nederland nagenoeg vrij van transvetzuren of bevatten nog kleine hoeveelheden dierlijke transvetzuren. Gehydrogeneerde olie werd in het verleden met name gebruikt voor sauzen, dressings, producten van banketbakkerijen, kant en klaarmaaltijden, margarines, knapperige dan wel voorgebakken (graan-)producten, zoutjes, koek, snoep, soepen, bepaalde toetjes, etc. Er konden aanzienlijke hoeveelheden trans-vetzuren zitten in snackbarproducten, horecavoedsel, gebakken vis aan de kraam, e.d., hoewel dit geheel afhankelijk is van het soort olie of vet dat gebruikt werd.
Denemarken heeft in 2003 wettelijke maatregelen genomen tegen schadelijk transvet in de voeding. Nederland heeft sinds 2004 middels de Task Force Verantwoorde Vetzuursamenstelling vrijwillig actie ondernomen waardoor de inname van transvetzuren in Nederland geen issue meer is. De Europese commissie beraadt zich op dit moment of en welke actie er ondernomen moet worden. In de VS heeft de Food and Drug Administration (FDA) per 1 januari 2006 de vermelding van transvetten verplicht gesteld en heeft sinds 2015 het gebruik van partieel geharde vetten in de ban gedaan. New York en andere Amerikaanse steden voeren actief campagnes om het trans-vetzuurpercentage naar beneden te brengen bij horecagelegenheden. In de stad New York mogen snackbars, restaurants en pizzeria's per 1 juli 2008 geen voedsel met kunstmatige transvetten meer verkopen.
In het verleden is in Amerika met name sojaolie op grote schaal partieel gehydrogeneerd geweest.
Op voedingswaardedeclaraties van margarines wordt een onderverdeling in verzadigde en soms ook in enkelvoudig onverzadigde en meervoudig onverzadigde vetzuren gemaakt. Transvetzuren zijn geen onderdeel van de voedingswaardedeclaratie, en worden in het algemeen niet apart op het etiket vermeld. Een goede kwaliteit plantaardige margarine bevat minder dan 2 g transvet per 100 g vet.
Transvetzuren komen in Europa met name nog voor in Oost Europese landen en op wereldschaal met name nog in de minder ontwikkelde landen.